# 蘭拉帕爾卡山
蘭拉帕爾卡山是秘魯的山峰，位於該國北部安卡什大區，屬於安第斯山脈中布蘭卡山脈的一部分，海拔高度6,162米，人類在1939年首次登頂。